# NGC 783
NGC 783 (другие обозначения — IC 1765, IRAS01582+3138, UGC 1497, KUG 0158+316, MCG 5-5-42, MK 1171, ZWG 503.73, PGC 7657) — спиральная галактика (Sc) в созвездии Треугольник.
Этот объект входит в число перечисленных в оригинальной редакции «Нового общего каталога».
В галактике наблюдается повышенное ультрафиолетовое излучение, и потому её относят к галактикам Маркаряна.
В NGC 783 взорвалась сверхновая SN 2004fz.
Галактика NGC 783 входит в состав группы галактик NGC 777. Помимо NGC 783 в группу также входят ещё 12 галактик.